# ام‌جی‌ام+
ام جی‌ام+ (MGM+)، که پیش‌تر با نام اپیکس شناخته می‌شد، یکی از شبکه‌های تلویزیونی کابلی و ماهواره‌ای آمریکا است که تحت مالکیت ام‌جی‌ام پلاس اینترتینمنت (زیرمجموعه‌ای از آمازون استودیوز) قرار دارد. این شبکه که به عنوان یکی از پیشروان ارائه محتوای سرگرمی شناخته می‌شود، از طریق اکثر توزیع کنندگان برنامه نویسی ویدئویی چند کاناله سنتی به عنوان خدمات برتر یا به عنوان بخشی از لایه‌های فیلم دیجیتال a la carte به فروش می‌رسد. همچنین، این شبکه از طریق سرویس پخش اختصاصی MGM+ و پلتفرم‌های دیجیتالی مانند کانال‌های تلویزیون اپل، کانال‌های آمازون و کانال روکو مستقیماً به مصرف‌کنندگان ارائه می‌شود. این سرویس‌ها نه تنها کتابخانه‌ای از محتوای ویدیویی بر اساس تقاضا را فراهم می‌کنند، بلکه پخش زنده کانال‌های تلویزیونی MGM+ خطی را نیز ارائه می‌دهند. سرویس پخش مستقل و کانال ویدیوی آمازون فیدهای هر چهار کانال مالتی پلکس MGM+ را ارائه می‌دهند؛ در حالی که مشترکین اپل و روکو فقط فید ساحل شرقی آمریکا کانال اصلی MGM+ را دریافت می‌کنند.

لوگوی جدید شبکه تلویزیونی MGM+ پس از تغییر نام از EPIX به MGM+ در ژانویه 2023 رونمایی شد.

MGM+ با ارائه گستره وسیعی از برنامه‌ها از جمله فیلم، سریال، مستند، موزیک و ویژه برنامه‌های کمدی، تلاش می‌کند تا نیازهای مختلف مخاطبان خود را برآورده کند. برخی از برنامه‌های برجسته این شبکه شامل "پدرخوانده هارلم" با بازی فارست ویتاکر، "گریس دائمی" با بازی بن کینگزلی و جیمی سیمپسون، "ایالت عمیق"، و مجموعه‌های بدون فیلمنامه مانند "محافظت‌ نشده" توسط واندا سایکس و بازگشت "The Contender" هستند.
تاریخچه MGM+ به سال ۲۰۰۹ بازمی‌گردد، زمانی که این شبکه تحت نام اپیکس راه‌اندازی شد. اپیکس با تمرکز بر ارائه فیلم‌های تازه‌ اکران شده و محتواهای اصلی، به سرعت به یکی از رقبای جدی شبکه‌های معتبر تبدیل شد. در سال ۲۰۱۹، MGM به طور کامل مالکیت اپیکس را به دست آورد و در سال ۲۰۲۳، این شبکه به MGM+ تغییر نام داد تا هویت جدید و رابطه نزدیک خود با MGM و آمازون استودیوز را منعکس کند.
MGM+ تحت رهبری مایکل رایت، که از نوامبر ۲۰۱۷ به شبکه پیوسته است، برنامه‌های اصلی خود را به طور قابل توجهی گسترش داده است. رایت با تمرکز بر ارائه محتواهای با کیفیت و متنوع، نقش کلیدی در رشد و توسعه این شبکه داشته است. او با بهره‌گیری از تجربیات خود در صنعت تلویزیون و سینما، تلاش کرده است تا MGM+ را به یکی از پیشروان ارائه محتوای سرگرمی تبدیل کند.
در کنار ارائه محتوای جذاب و متنوع، MGM+ همچنین بر توسعه فناوری‌های نوین و بهبود تجربه کاربری تمرکز دارد. این شبکه با استفاده از پلتفرم‌های دیجیتال و خدمات پخش اختصاصی، تلاش می‌کند تا محتوای خود را به بهترین شکل ممکن به دست مخاطبان برساند. از طریق این پلتفرم‌ها، مشترکین می‌توانند به کتابخانه‌ای گسترده از فیلم‌ها، سریال‌ها و برنامه‌های تلویزیونی دسترسی پیدا کنند و از پخش زنده کانال‌های تلویزیونی MGM+ لذت ببرند.
MGM+ با تکیه بر میراث غنی MGM، یکی از بزرگترین استودیوهای فیلمسازی جهان، به ارائه محتوای با کیفیت و جذاب ادامه می‌دهد. تلویزیون MGM، که به عنوان MGM Television Worldwide Group and Digital نیز شناخته می‌شود، یک استودیوی تولید و توزیع تلویزیونی آمریکایی است که در سال ۱۹۵۶ با نام MGM راه‌اندازی شد. این استودیو با تولید و توزیع برنامه‌های تلویزیونی مختلف، نقش مهمی در صنعت سرگرمی ایفا کرده است. 
در طول سال‌ها، MGM+ توانسته است با ارائه برنامه‌های متنوع و جذاب، مخاطبان زیادی را به خود جذب کند. این شبکه با تمرکز بر ارائه محتوای اصلی و با کیفیت، توانسته است جایگاه ویژه‌ای در صنعت تلویزیون و سرگرمی به دست آورد. از جمله برنامه‌های اصلی و موفق این شبکه می‌توان به سریال‌های "پدرخوانده هارلم" و "ایالت گریس" اشاره کرد که با استقبال گسترده مخاطبان و نقدهای مثبت همراه بوده‌اند.
علاوه بر برنامه‌های اصلی، MGM+ همچنین به پخش فیلم‌های سینمایی محبوب و مستندهای برجسته می‌پردازد. این شبکه با ارائه مجموعه‌ای از فیلم‌های جدید و کلاسیک، تلاش می‌کند تا نیازهای مختلف مخاطبان خود را برآورده کند. از مستندهای جذاب تا ویژه برنامه‌های کمدی، MGM+ با ارائه محتوای متنوع، سعی دارد تا تمام اعضای خانواده را سرگرم کند.
یکی از ویژگی‌های برجسته MGM+، همکاری با استودیوها و تهیه‌کنندگان برجسته است. این شبکه با همکاری با نام‌های بزرگ صنعت فیلم و تلویزیون، توانسته است برنامه‌هایی با کیفیت بالا و جذابیت فراوان تولید کند. این همکاری‌ها نه تنها به ارتقاء کیفیت برنامه‌های شبکه کمک کرده است، بلکه به افزایش شهرت و محبوبیت MGM+ نیز انجامیده است.
MGM+ با تمرکز بر نوآوری و استفاده از فناوری‌های جدید، تلاش می‌کند تا تجربه تماشای تلویزیون را برای مخاطبان خود بهبود بخشد. این شبکه با استفاده از پلتفرم‌های دیجیتال و ارائه خدمات پخش اختصاصی، محتوای خود را به صورت گسترده و با کیفیت بالا در اختیار مخاطبان قرار می‌دهد. از طریق این پلتفرم‌ها، مشترکین می‌توانند به راحتی به محتوای مورد علاقه خود دسترسی پیدا کنند و از تجربه تماشای تلویزیون لذت ببرند.
در نهایت، MGM+ با تکیه بر میراث غنی MGM و استفاده از فناوری‌های نوین، به یکی از پیشروان صنعت تلویزیون و سرگرمی تبدیل شده است. این شبکه با ارائه محتوای با کیفیت و متنوع، تلاش می‌کند تا مخاطبان خود را راضی و سرگرم کند و تجربه‌ای بی‌نظیر از تماشای تلویزیون را به آن‌ها ارائه دهد. از برنامه‌های اصلی جذاب گرفته تا فیلم‌های سینمایی محبوب و مستندهای برجسته، MGM+ با ارائه محتوای متنوع و جذاب، همواره سعی در جلب رضایت مخاطبان خود دارد.